# Ånnstad
Ånnstad est une localité de l'île d'Hadseløya du comté de Nordland, en Norvège.

## Géographie
Administrativement, Ånnstad fait partie de la kommune de Hadsel.